# 주지의 사실
|                                                       |
| 증거법                                                |
| 영미법 시리즈                                         |
| 증거의 종류                                           |
| 증언 · 물증                                           |
| 전자증거 · 무죄입증 증거                              |
| 과학적 증거 · 물적 증거                               |
| 목격자지목 · DNA증거                                  |
| 거짓말                                                |
| 관련성                                                |
| 입증책임 · 증거기초                                   |
| 공공복리예외 · 오염 · 성격증거                        |
| 습관증거 · 유사사실                                   |
| 진위확인                                              |
| 관리 연속성 · 주지의 사실                             |
| 최량증거원칙 · 자기확증문서 · 오래된 문서             |
| 증인                                                  |
| 증인적격 · 증언거부특권                               |
| 직접신문 · 교호신문 · 재직접신문                      |
| 탄핵증거                                              |
| 기록된 기억 · 전문가증언                              |
| 사망자 규정                                           |
| 전문증거와 예외                                       |
| 영국법 · 미국법                                       |
| 자백 · 업무상 기록                                    |
| 흥분 상태의 언급 · 임종시의 진술                      |
| 일방 당사자의 자인 · 오래된 문서                      |
| 이익에 반하는 진술 · 현장성 감각 인상 · 부대상황 사실 |
| 권위학술서 · 비언어적 행동                            |
| 미국법의 다른 영역                                    |
| 계약법 · 불법행위법                                   |
| 재산법 과 미국의 유언신탁법                           |
| 형법 · 증거법                                         |

주지의 사실(周知의 事實, judicial notice) 혹은 '재판상 증명이 불필요한 사실 채택' 혹은 공지의 사실은 미국 증거법에서 인정된 것으로 일정한 유형의 사실들을 입증하는 신속하고 효율적인 기법이다. 예를 들어 재판에서 현재 대한민국의 수도가 서울인 것에 대해 철저한 증명을 요구하는 것은 시간낭비이고 주지의 사실로서 특별한 증명을 요구하지 않는 것이다.
미국연방증거법 201(b)는 어떠한 사실이 주지의 사실에 해당할 수 있는지 규정하고 있다. 주지의 사실은 민사사건에서는 확정적이나 형사사건에서는 반드시 그러하지 않으며 배심은 주지의 사실은 꼭 사실로 받아들여야 하는 것은 아니다.  201(b)는 출처의 정확성이 문제가 될 수 없는, 정확하고 손쉽게 결정될 수 있는, 한정된 사실들에 대해서만 법원은 주지의 사실로 인정할 수 있다고 한다. 어떤 사실이 주지의 사실로 인정되면 이에 대해서 반증제시, 반대심문, 증거공격 등을 반대편 당사자가 할 수 없게 되기 때문에 법원은 문서에 대해 주시의 사실로 인정함에 있어서 신중해야 한다.

## 주지의 사실에 해당하는 것들

### 널리 알려진 사실
- 많은 이들이 고혈압을 앓고 있다.
- 많은 이들이 휴대폰을 사용한다.

### 손쉽게 확인이 가능한 사실
- 2011년 1월 29일은 토요일이다. (인터넷이나 달력을 통해 손쉽게 확인이 가능하다.)

### 과학적 사실
- 친자확인을 위한 DNA검사는 정확하다. (따라서 특별한 전문가 증언이 필요없다.)
- 물은 지상에서 100도에 끓는다.

## 판사의 개인지식
판사 본인이 잘 알고 있고 사실임을 확신하더라도 그 사실이 널리 알려진 것이 아니거나 손쉬운 확인이 어려운 경우 주지의 사실로 인정되지 않는다. 예를 들어 한 손님이 잘못된 파마로 인해 탈모가 되어 미용실을 상대로 소송을 제기한다. 손님의 탈모는 파마로 인한 것이 아니고 손님의 특이체질에 의한 거라고 판사가 로스쿨 진학하기 전 미용사로 일하면서 습득한 지식을 주지의 사실로 배심원에게 설시한다면 이는 위법이다.

## 필수적/선택적 주지의 사실
주법률과 같이 판사가 알고 있을 것이나 손쉽게 확인이 가능한 사실은 필수적 주지의 사실로 인정이 된다. 외국의 법률과 같이 알려져 있지 않거나 쉽게 조회가 불가능한 사실들은 선택적 주지의 사실로 인정된다.

## 같이 보기
- 현저한 사실

## 참고 문헌
- 아서 베스트, 미국 증거법 (사례와 해설), 탐구사 2009. ISBN 978-89-89942-20-7
- 류변의 미국법 이야기(21) [증거법[깨진 링크(과거 내용 찾기)]자신의 무죄를 증명할 필요가 없는 피고인][깨진 링크(과거 내용 찾기)]